# Matthias Sziedat
Matthias Sziedat (* 30. Mai 1986 in Penzberg) ist ein deutscher Hörfunkmoderator und Redakteur.

## Leben
Sziedat wuchs in Benediktbeuern in Oberbayern auf. 2006 erlangte er an der Staatlichen Fachoberschule Bad Tölz die Fachhochschulreife.
Nach dem Praktikum und Volontariat beim RSA Radio leistete er seinen Grundwehrdienst ab. Nach der Grundausbildung wurde er im Presse- und Informationsstab des Bundesministeriums der Verteidigung in Berlin eingesetzt. Hier unterstützte er die Redaktion der Wochenzeitung „aktuell“.
Ab 2009 war er bei der Audioagentur BLR in München als Nachrichtenredakteur und Sprecher tätig. Zudem moderierte er regelmäßig im Mantelprogramm der bayerischen Lokalradios. Von 2014 bis 2015 war Sziedat Programm- und Studioleiter beim Lokalsender Radio Oberland in Garmisch-Partenkirchen.
Seit 2015 arbeitet er als Redakteur für den Südwestrundfunk. Sziedat moderiert seit 2017 im Programm von SWR1 Baden-Württemberg hauptsächlich wochentags die Sendestrecken ab 12 Uhr. 2019 moderierte er in der Stuttgarter Schleyer-Halle die Finalparty zum 30. Jubiläum der SWR1 Hitparade Baden-Württemberg. Seit 2021 gehört er zu den SWR1-Hitparaden-Moderatoren und moderierte 2021 und 2022 gemeinsam mit Cora Klausnitzer. 2023 moderierte er die Hitparade zusammen mit Max Oehl.
Matthias Sziedat lebt seit 2015 in Stuttgart.